# Creston (Ohio)
Creston è un villaggio degli Stati Uniti d'America, situato nello stato dell'Ohio, diviso tra la contea di Wayne e la contea di Medina.